# Holiday, Florida
Holiday är en ort (CDP) i Pasco County, i delstaten Florida, USA. Enligt United States Census Bureau har orten en folkmängd på 22 403 invånare (2010) och en landarea på 13,9 km².